# Миљко Сатарић
Миљко Сатарић (Миросаљци, 23. децембар 1948) српски је физичар и академик, редовни члан састава Српске академије науке и уметности од 5. новембра 2015. и Друштва физичара Србије.

## Биографија
Завршио је основне студије 1972. године на Природно-математичком факултету Универзитета у Новом Саду и и магистарске 1979. на Електротехничком факултету Универзитета у Београду. Докторирао је физичке науке 1984. године и завршио постдокторске студије 1989—90. на Универзитету Алберта у Едмонтону.
Радио је на Факултету техничких наука Универзитета у Новом Саду као редовни професор од 1995, као референт Physical Review E и уредник Bio System и Journal of Computational and Theoretical Nanosciences. Био је председник комисије за културно-уметничке активности и научну трибину Огранка Српске академије науке и уметности.

## Награде
- Новембарска повеља града Новог Сада (1996)[1]
- Октобарска награда града Новог Сада (1999)[1]
- Повеља Факултета техничких наука за изузетан успех у научно истраживачком раду (18. мај 2010)[1]
- Повеља Скупштине општине Ариље за изузетне резултате и достигнућа у области фундаменталних наука (28. мај 2011)[1]
- Награда за животно дело Удружења универзитетских професора Војводине (2015)[1]
- Светосавска награда Факултета техничких наука за укупне доприносе његовом развоју (2016)[1]